# 논산시·금산군
논산시·금산군은 대한민국의 옛 국회의원 선거구이다. 당시 충청남도 논산시, 금산군 지역을 관할했다.

## 역사
1996년 3월 1일을 기해 논산군이 논산시로 승격되었다. 여기에 대한민국 제15대 국회의원 선거를 앞두고 금산군 선거구의 인구가 인구 하한선 밑으로 떨어지면서 논산군 선거구와 금산군 선거구가 통합되어 논산시·금산군 선거구가 신설되었다.
2003년 9월 19일을 기해 논산시 두마면이 계룡시로 분리되었다. 이에 대한민국 제17대 국회의원 선거를 앞두고 논산시·금산군 선거구가 논산시·계룡시·금산군 선거구로 개편되었다.

## 역대 국회의원
| 선거   | 정당 | 정당         | 의원   |
| ------ | ---- | ------------ | ------ |
| 1996년 |      | 자유민주연합 | 김범명 |
| 2000년 |      | 새천년민주당 | 이인제 |

## 역대 선거 결과

### 대한민국 제15대 국회의원 선거
|  | 46.05% |

|  | 19.36% |

|  | 16.71% |

|  | 5.44% |

|  | 3.41% |

|  | 2.85% |

|  | 1.68% |

|  | 1.54% |

|  | 1.25% |

|  | 1.12% |

|  | 0.53% |

### 대한민국 제16대 국회의원 선거
|  | 65.37% |

|  | 27.01% |

|  | 7.60% |